# Нобель, Эммануил Людвигович
Эммануи́л Лю́двигович Но́бель (швед. Emanuel Ludvig Nobel; 10 июня 1859, Санкт-Петербург—31 мая 1932) — нефтепромышленник и инженер, сын Людвига Эммануиловича Нобеля и племянник Альфреда Нобеля. Был известен связями с оппозиционными и революционными кругами. С одновременного выступления рабочих на его предприятиях Выборгской стороны Петербурга 23 февраля 1917 года началась Февральская революция.

## Биография
С 1888 года, после смерти своего отца, и до революции в России Эммануил Нобель возглавлял механический завод «Людвиг Нобель», впоследствии известный как «Русский дизель», и другие предприятия товарищества нефтяного производства «Братья Нобель» в России. С 1909 Эммануил Людвигович Нобель был в чине действительного статского советника, а до этого в 1907 г. был удостоен почётного звания «инженер-технолог».
Эммануил Нобель получил образование в частной школе святой Анны в Санкт-Петербурге и в Политехнической школе в Берлине, а позже в Стокгольмском Технологическом институте.
Но есть одно здание, которое является главным в исторической судьбе этой семьи. Это — бывший особняк семьи Нобель на Пироговской (бывшей Выборгской) набережной, д. 19. Здание, один из флигелей которого существовал ещё в 1849 году (при прежних владельцах), а основные части были последовательно выстроены в 1873—1906 гг. при Нобелях, сохранило историческую память о важнейших событиях выдающейся жизни поколений петербургских Нобелей. Именно в нём жили семьи Л. И. и Э. Л. Нобелей. Здесь размещались дирекции механического завода «Людвиг Нобель» (вплоть до 1918 г.) и Товарищества нефтяного производства «Братья Нобель» (до 1910 г.).

С 1902 г. занимает пост председателя Товарищества нефтяного производства бр. Нобель.
Здесь Эм. Л. принял участие в разработке и разрешении крупных вопросов, связанных с судьбою нефтяной промышленности в России.
С 1899 г. первым в России стал производить двигатели Дизеля на своем механическом заводе. После нескольких лет инженерных изысканий был создан тип дизельного двигателя с обратным ходом (реверсивный). Такая конструкция позволила использовать двигатель в судоходстве вместо паровых машин.
Первые суда с такими двигателями, названные теплоходами, уже обнаружили свою полную практическую пригодность и обещают произвести крупный переворот в нашем судоходном деле. 
В 1889 г. Эммануил Нобель был принят в российское подданство, но после революции в России, в 1921 г., навсегда уехал в Швецию. Эммануил Нобель являлся спонсором русской экспедиции в Южную Америку 1914—1915 г. В 1924—1925 гг. он также материально поддержал создание Свято-Сергиевского института в Париже.
В 1904 г. в Баку, Бакинским отделением Императорского русского технического общества была учреждена российская премия имени Эмануила Нобеля (в год 25-летней годовщины образования Товарищества «Бранобель» в 1879 г.). Премия была выдана 4 раза (1909, 1910, 1911 и 1914 годах).

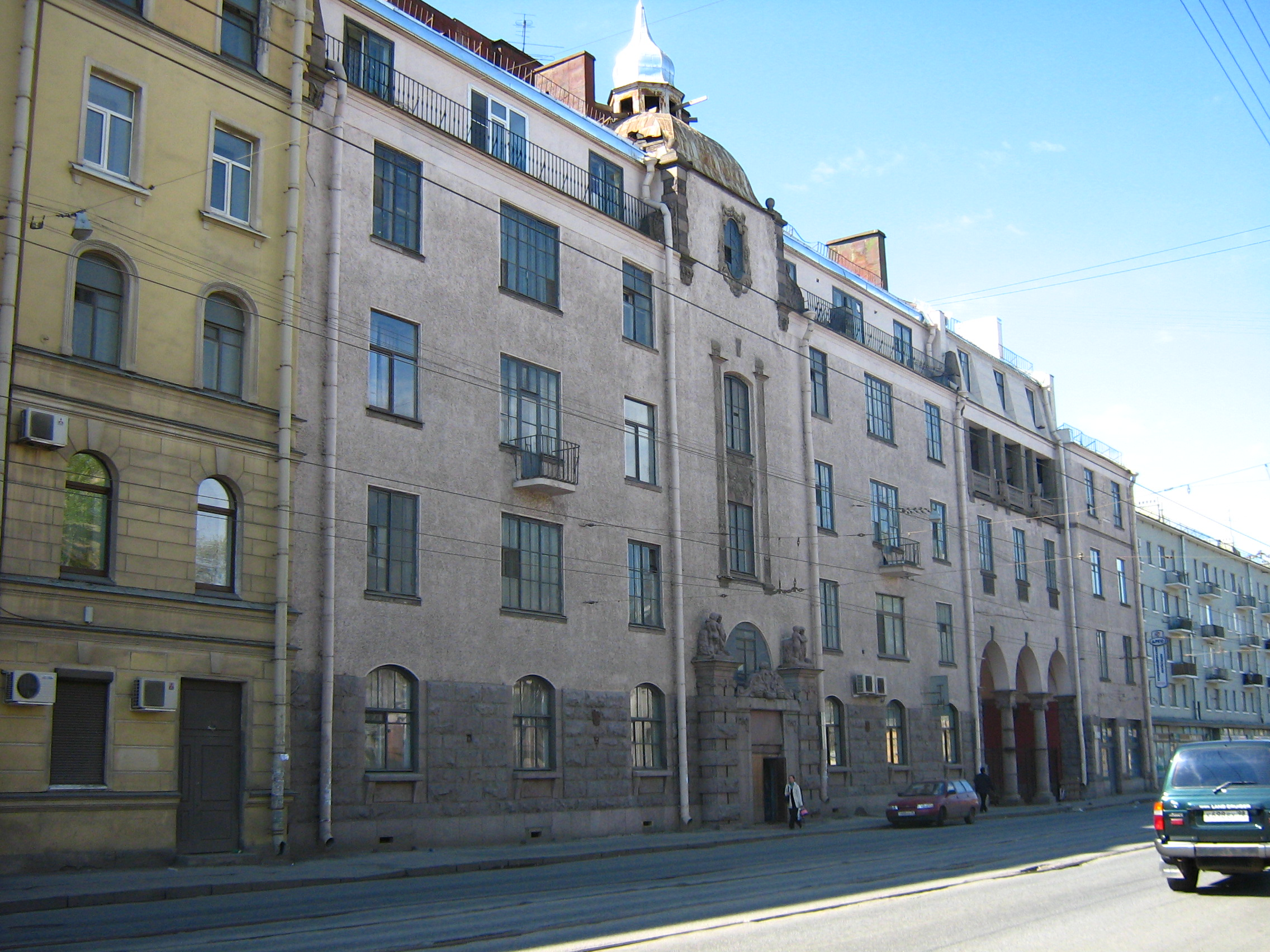
Доходный дом Э. Л. Нобеля (Санкт-Петербург, Лесной проспект, дом № 20). Северный модерн, 1910—1912, архитектор Ф. И. Лидваль.

… Эммануил Людвигович — знаменитый инженер, получавший золотые медали на международных технических выставках. Легендарный завод дизельных двигателей «Русский дизель» до революции был не менее известным заводом «Людвиг Нобель». Кстати, завод был самым передовым в России. До революции Эммануил Людвигович возглавлял предприятия семьи Нобелей в России, а с 1918 года — в Швеции. Во многом благодаря ему состоялась премия его дяди Альфреда Нобеля.
В 1912 году Эммануил Нобель совместно с Альфредом Лесснером основали в Ревеле завод «Ноблесснер», занимавшийся строительством подводных лодок типа «Барс» по проекту Ивана Бубнова. В советское время завод производил судоремонтные работы, а в независимой Эстонии этот район Таллина стал сохранившим имя «Ноблесснер» городским пространством в корпусах и зданиях дореволюционного завода.

### Последние годы жизни
Эммануил Нобель покинул Россию летом 1918 г. после национализации его предприятий.
Уехав из России, Нобель постепенно отошёл от семейного бизнеса. Умер 31 мая 1932 года в Швеции.

## Награды
- Орден Св. Станислава I-й степени (Россия, 1914 г.).